# SIESTA

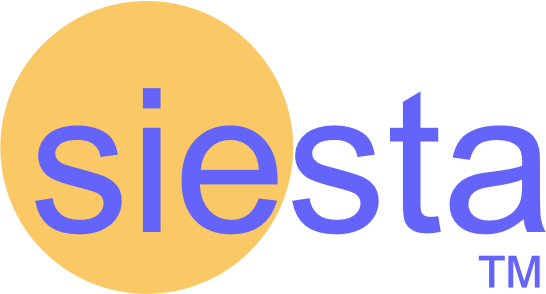
Logo del software.

SIESTA (Spanish Initiative for Electronic Simulations with Thousands of Atoms) es un método original y una implementación de software para efectuar cálculos de estructura electrónica y simulaciones de dinámica molecular ab initio para moléculas y sólidos.
Usa un código de teoría del funcional de la densidad que predice las propiedades de una agrupación de átomos. Entre tales propiedades se encuentran la estructura de bandas Kohn-Sham, la densidad electrónica y las poblaciones de Mulliken.